# Aeropuerto Internacional Osvaldo Vieira
El Aeropuerto Internacional Osvaldo Vieira (IATA: OXB, OACI: GGOV) es un aeropuerto internacional que sirve a la ciudad de Bisáu, capital de Guinea-Bisáu, así como a la propia Región Metropolitana de Bisáu. Es el único aeropuerto internacional del país. Está ubicado en el barrio de Bissalanca, en la ciudad de Safim, colindante con Bisáu.
Tene una pista, en orientación 03/21, con una longitud de 10.498 pies (3.200 m). La altitud de esta pista es de 127 pies (39 m) y es también una de las tres de Guinea-Bisáu que está pavimentada. Como pasa en muchos aeropuertos de África, el Osvaldo Vieira tan sólo abre del amanecer a ocaso.
El aeropuerto tuvo que ser cerrado el 7 de junio de 1998 debido a la fuerte lucha en los alrededores de Bisáu. Fue oficialmente reinaugurado en julio de 1999 cuando un avión de TAP Portugal transportando al primer ministro Francisco Fadul, así como dignatarios de Portugal y Guinea-Bisáu, aterrizó en Osvaldo Vieira.
El 10 de diciembre de 2013, TAP Portugal suspendió los vuelos después de que la policía de Guinea-Bisáu embarcase a 74 refugiados sirios con pasaportes falsos.

## Aerolíneas y destinos
| Ciudades por países | Nombre del aeropuerto                   | Aerolíneas                            | Aeronaves | Frecuencias semanales |        |
| África              | África                                  | África                                | África    | África                | África |
| ------------------- | --------------------------------------- | ------------------------------------- | --------- | --------------------- | ------ |
| Cabo Verde          |                                         |                                       |           |                       |        |
| Praia               | Aeropuerto Internacional Nelson Mandela | Royal Air Maroc                       |           |                       |        |
| Gambia              |                                         |                                       |           |                       |        |
| Banjul              | Aeropuerto Internacional de Banjul      | Air Senegal                           |           |                       |        |
| Marruecos           |                                         |                                       |           |                       |        |
| Casablanca          | Aeropuerto Internacional Mohámmed V     | Royal Air Maroc                       |           |                       |        |
| Senegal             |                                         |                                       |           |                       |        |
| Dakar               | Aeropuerto Internacional Blaise Diagne  | Air Senegal (vía BJL)                 |           |                       |        |
| Togo                |                                         |                                       |           |                       |        |
| Lomé                | Aeropuerto de Lomé-Tokoin               | ASKY Airlines (Via DKR)               |           |                       |        |
| Europa              |                                         |                                       |           |                       |        |
| Portugal            |                                         |                                       |           |                       |        |
| Lisboa              | Aeropuerto de Lisboa                    | EuroAtlantic Airways TAP Air Portugal | B7x7 A3xx |                       |        |